# God Save the Queen (canção de Sex Pistols)
"God Save the Queen" (Deus salve a rainha) é uma canção da banda inglesa de punk rock Sex Pistols. Foi lançado como o segundo single da banda e posteriormente incluído em seu único álbum de estúdio, Never Mind the Bollocks, Here's the Sex Pistols. A música foi lançada durante o Jubileu de Prata da Rainha Elizabeth II em 1977.
A letra do disco, assim como a capa, gerou polêmica na época; tanto a British Broadcasting Corporation (BBC) quanto a Independent Broadcasting Authority se recusaram a tocar a música, incluindo a proibição total de sua exibição pela BBC. O título original da música era "No Future", com a própria letra sendo uma expressão geral da visão da banda sobre a monarquia ou qualquer indivíduo ou estabelecimento que imponha obrigações gerais.
A canção alcançou o primeiro lugar nas paradas da NME no Reino Unido e chegou ao segundo lugar no UK Singles Chart oficial usado pela BBC. Isso levou a acusações de que as paradas foram "manipuladas" para evitar que a música chegasse ao 1° lugar 

## Contexto
O título da música foi tirado diretamente do hino nacional britânico. Na época, a canção foi altamente polêmica por sua equação da Rainha Elizabeth com um "regime fascista" e pela letra "não há futuro nos sonhos da Inglaterra". De acordo com Glen Matlock, que co-escreveu a música - embora ele não fosse mais um membro da banda na época em que foi lançada - o baixo foi inspirado em "Fire Brigade" do Move. O guitarrista Steve Jones afirmou que quando Matlock tocou a música para ele pela primeira vez, não soava como 'God Save the Queen': "Era como 'Love Me Do' ou algo assim".
Embora muitos acreditem que foi criado por causa do Jubileu de Prata, a banda negou, com Paul Cook dizendo que "não foi escrito especificamente para o Jubileu da Rainha. Não sabíamos disso na época. Não foi um esforço planejado para sair e chocar a todos."  Johnny Rotten explicou a letra da seguinte forma: "Você não escreve 'God Save the Queen' porque odeia a raça inglesa. Você escreve uma música como essa porque os ama e está farto de vê-los sendo maltratados."  Ele pretendia evocar simpatia pela classe trabalhadora inglesa e um ressentimento geral em relação à monarquia.
Em 7 de junho de 1977, feriado do Jubileu, a banda tentou tocar a música de um barco chamado Queen Elizabeth no rio Tâmisa, perto do Palácio de Westminster. Depois de uma briga envolvendo o participante Jah Wobble e um cinegrafista, 11 pessoas, incluindo Malcolm McLaren, o homem que organizou o show, e vários outros membros da comitiva da banda, foram presos quando o barco atracou.

## Lançamento e recepção
O single foi lançado em 27 de maio de 1977 e foi considerado por muitos do público em geral como um ataque à rainha Elizabeth e à monarquia. Durante o furor da mídia sobre o single, Lydon e os produtores Bill Price e Chris Thomas foram atacados com uma navalha do lado de fora de um pub em Highbury, Londres.
Concordando com a aparente mensagem anti-Windsor, o autor pós-moderno americano William S. Burroughs enviou uma carta de parabéns aos Sex Pistols após o lançamento da música.
Antes de o grupo assinar com a Virgin, um pequeno número de cópias de "God Save the Queen" foi impresso no selo A&M. Estes estão agora entre os discos mais valiosos já impressos no Reino Unido, com um valor de revenda em 2006 entre £500 e £13.000 por cópia, dependendo da condição do disco. O preço de venda mais alto registrado de $22.155 foi alcançado em leilão em 2006 pelo colecionador do Reino Unido Marshal Peters, que vendeu uma cópia do single completo com seu envelope de cartão A&M, do qual apenas nove cópias existem. O lado B do single A&M foi "No Feeling", uma mixagem inicial ou performance de "No Feelings". (Uma versão posterior foi lançada no álbum de estreia dos Pistols) Record Collector nomeou o single A&M como o disco mais colecionável de todos os tempos.

### Censura e controvérsia nas paradas
Após seu lançamento, a música foi banida da BBC e das estações de rádio reguladas pela Independent Broadcasting Authority com o controlador da Radio 2, Charles McLelland, dizendo que a música era "de péssimo gosto". Além disso, os principais varejistas Boots, W H Smith e Woolworths se recusaram a vender o disco. No entanto, alcançou a posição número 2 (abaixo de "I Don't Want to Talk About It" de Rod Stewart lançado como um single de orçamento duplo A-side junto com "The First Cut Is the Deepest") no UK Singles oficial. Gráfico usado pela BBC; fê-lo durante a semana da observação oficial do Jubileu de Prata. Na parada de singles exibida nas filiais da W H Smith, a posição do single em segundo lugar foi representada por uma linha em branco.
No entanto, várias fontes afirmam que foi de fato o single mais vendido da semana, Em 2001, a BBC descreveu a canção como tendo "alcançado o número um no Reino Unido".

## Legado
"God Save the Queen" foi apresentado em Never Mind the Bollocks, Here's the Sex Pistols, o único álbum da banda, e vários álbuns de compilação.
A Rolling Stone classificou "God Save the Queen" em 175º lugar em sua lista das 500 melhores canções de todos os tempos  e também é uma das 500 canções do Rock and Roll Hall of Fame que moldaram o rock and roll. Foi o single do ano da revista Sounds em 1977. Em 1989, foi o décimo oitavo na lista dos 150 melhores singles de todos os tempos dos escritores da NME. A revista Q em 2002 classificou-a em primeiro lugar em sua lista de "As 50 músicas mais emocionantes de todos os tempos ..."  e em terceiro lugar em sua lista de "100 músicas que mudaram o mundo" em 2003. Em 2007, a NME lançou uma campanha para colocar a música em primeiro lugar nas paradas britânicas e encorajou os leitores a comprar ou baixar o single em 8 de outubro. No entanto, fez apenas o número 42. Em 2010, o New Statesman a listou como uma das "20 melhores canções políticas".
Em 2010, a canção foi classificada entre as 10 canções mais polêmicas de todos os tempos em uma enquete realizada pela PRS for Music.
Em 2002, a música foi relançada para coincidir com o Jubileu de Ouro da Rainha, quando o single alcançou o top 20. Em 2012, foi anunciado que o single seria relançado em 28 de maio de 2012, coincidindo com o 35º aniversário do lançamento original e o Jubileu de Diamante da Rainha. Lydon expressou sua desaprovação sobre o relançamento e a campanha, dizendo em um comunicado: "Gostaria de me distanciar fortemente das histórias recentes e fazer campanha para empurrar 'God Save the Queen' para o primeiro lugar... esta campanha mina totalmente o que os Sex Pistols representavam."  O relançamento de 2012 atingiu o pico no. 80 na parada de singles. O detentor dos direitos UMC relançou o álbum para o Jubileu de Platina em 2022, com 1.977 cópias em vinil com as mesmas faixas da versão A&M original e o restante rotulado como um lançamento da Virgin. O disco vendeu 5.712 cópias de vinil e se tornou o single número um no Official Physical Singles Chart Top 100 de 10 de junho de 2022 a 16 de junho de 2022, com uma colocação no gráfico de número 57 no gráfico principal quando os 279 downloads foram adicionados.
Nos últimos anos, Lydon moderou suas opiniões sobre a família real. Em 2001, ele afirmou: "A rainha é uma idiota? Eu provavelmente acho que sim. Que as mulheres têm muito pouco a ver com seus supostos súditos, além de nos ignorar. . . . Estamos lá apenas para sustentar sua tiara". No ano seguinte, ele negou ser antimonarquia em uma entrevista para Richard & Judy: "Nunca fui pró ou contra eles. Só acho que se vamos ter uma monarquia, é melhor que funcione corretamente. Quero dizer, nós pagamos por isso, afinal". Apesar de seus comentários anteriores de 2001 sobre a Rainha, Lydon afirmou no Piers Morgan Live em 2015: "Eu nunca disse que não [amava a Rainha], simplesmente não gosto da instituição". Em outra entrevista com Piers Morgan no Piers Morgan Uncensored em 2022, o ano do Jubileu de Platina, Lydon expressou ainda mais seu respeito pela Rainha: "Eu [não] estou completamente morto contra a Família Real como seres humanos. Na verdade, estou muito orgulhoso da Rainha por ter sobrevivido e se saído tão bem. Eu a aplaudo por isso. Essa é uma conquista fantástica. Eu não sou um mesquinho sobre isso. Só acho que, se estou pagando meus impostos para sustentar este sistema, devo opinar sobre como ele é gasto". O guitarrista Steve Jones e o baixista Glen Matlock também expressaram suas opiniões sobre a monarquia em 2022. Jones afirmou: "Nunca tive qualquer ligação com a monarquia, para ser honesto. Não significou nada para mim, ainda não significa. Então, para mim ['God Save the Queen'] foi apenas uma risada, foi uma risadinha". Enquanto Matlock declarou em uma entrevista ao Good Morning Britain: "Não tenho nada pessoal contra a rainha, muitas pessoas a amam e respeitam, mas acho que ela é um pouco indiferente ao que está acontecendo".

### Uso em outras mídias
A música pôde ser ouvida durante Journey Along the Thames, um filme de dois minutos dirigido por Danny Boyle e exibido no início da cerimônia de abertura dos Jogos Olímpicos de Verão de 2012, evento aberto pela rainha Elizabeth II, e realizado durante seu Jubileu de Diamante. Uma câmera percorre a rota que a banda fez no barco Queen Elizabeth, entre a Tower Bridge e Westminster, enquanto a música toca.
Em 3 de novembro de 2016, Andrew Rosindell, um parlamentar conservador, argumentou em uma moção inicial pelo retorno da transmissão do hino nacional no final das transmissões da BBC One todos os dias (a prática foi abandonada em 1997, devido à BBC One adotando transmissão de 24 horas por simulcasting BBC News 24 durante a noite, tornando o fechamento obsoleto), para comemorar a votação do Brexit e a subsequente retirada da Grã-Bretanha da União Europeia. Na noite do mesmo dia, o programa Newsnight da BBC Two encerrou sua transmissão noturna com a apresentadora daquela noite Kirsty Wark dizendo que eles estavam "incrivelmente felizes em atender" ao pedido de Rosindell e, em seguida, exibiu um clipe dos Sex Pistols de forma semelhante- música nomeada, para grande descontentamento de Rosindell.

## Gráficos
| Gráfico (1977–2007)               | Pico |
| --------------------------------- | ---- |
| Itália (FIMI)                     | 76   |
| Nova Zelândia (Recorded Music NZ) | 38   |
| Noruega (VG-lista)                | 3    |
| Suécia (Sverigetopplistan)        | 2    |
| Reino Unido (OCC)                 | 2    |
| Reino Unido (NME)                 | 1    |

## Certificações
| Região                                                 | Certificação | Unidades/vendas certificadas |
| ------------------------------------------------------ | ------------ | ---------------------------- |
| Reino Unido (BPI)                                      | Prata        | 250,000^                     |
| ^ Números de remessas baseados apenas na certificação. |              |                              |

## Capa
A capa do single, com uma imagem desfigurada da rainha Elizabeth II, foi desenhada por Jamie Reid e em 2001 foi classificada como a número 1 em uma lista das 100 maiores capas de discos de todos os tempos pela revista Q.  Uma fotografia da imagem é mantida pela National Portrait Gallery, em Londres.

## Versões Covers

### Motörhead
Uma versão cover da banda inglesa de heavy metal Motörhead foi lançada como single em 2000 para promover seu álbum, We Are Motörhead.
A arte da capa dá mais referências aos Sex Pistols usando as mesmas palavras recortadas para formar o título da capa do single dos Sex Pistols.
Uma apresentação da música gravada durante o show do vigésimo quinto aniversário da banda na Brixton Academy, em 22 de outubro de 2000, aparece em seu DVD 25 & Alive Boneshaker.

#### Lista de faixas
1. "God Save the Queen" (Paul Cook, Steve Jones, John Lydon, Glen Matlock)
2. "One More Fucking Time" (Lemmy, Phil Campbell, Mikkey Dee)
3. God Save the Queen (Enhaced Video)" (Cook, Jones, Lydon, Matlock)

#### Ficha Técnica
- Phil "Wizzö" Campbell – guitarra, vocais
- Mikkey Dee – bateria
- Lemmy – baixo, vocal principal

### A sátira daSCTV
No episódio de 18 de março de 1983 da SCTV no segmento Mel's Rock Pile, Mel Slirrup (Eugene Levy) fez uma homenagem ao punk rock apresentando um número da banda Queenhaters - Martin Short (vocalista), Andrea Martin (guitarrista / back -up vocals), Eugene Levy (guitarrista rítmico), Joe Flaherty (baixo) e John Candy (baterista) - cantando "I Hate the Bloody Queen", uma música semelhante ao som que quase corresponde ao original que está falsificando, com referências à Guerra das Malvinas ("Gostaria de afogar a Rainha/Na costa da Argentina/Jogá-la de um navio de guerra/Com sua máquina de guerra das Malvinas!") e os problemas que a princesa Diana teve, e logo teria com ela sogros ("Tenho pena de você, Lady Di/Ter uma sogra assim!" ). Esta paródia dos Sex Pistols "God Save the Queen" ainda tem sua própria versão cover de Mudhoney no álbum tributo Oh Canaduh! 2 .